# Wössener See
Der Wössener See (auch Wössner See) ist ein kleiner künstlicher See Oberbayerns im Gemeindegebiet von Unterwössen im Chiemgau. Der See liegt abseits – durch einen kleinen Höhenrücken von der B 305 getrennt – in einem Talkessel, hinter dem der Hochgern (1744 m ü. NN) aufsteigt. Der See ist in Privatbesitz und von der Gemeinde Unterwössen angepachtet. Im kleinen Seefreibad ist der Eintritt frei. Es besteht die Möglichkeit zu angeln.

## Entstehung
Erst 1932, als man im Unterwössener Ortsteil Rexau im Rahmen einer Arbeitsbeschaffungsmaßnahme mit einem Staudamm den Hacklauer-Talkessel verschloss, staute sich dahinter der Wössener See auf. Er dient heute der Naherholung, als Badesee, hervorragendes Angelgewässer und dem Hochwasserrückhalt. Das Abwasser der wenigen Anwesen um den Wössener See wird über eine Kanalisation in die Kläranlage des Abwasserzweckverbandes Achental abgeleitet. Dadurch weist der Wössener See eine hervorragende Wasserqualität auf.

## See und Umgebung
Zuflüsse zum See: Hacklauer Bach, Rexauer Bach und Quellwasser. Abfluss über den Überlauf einer Staumauer (Gefälle 7,20 m) in den Wössner Bach – Tiroler Achen – Chiemsee.

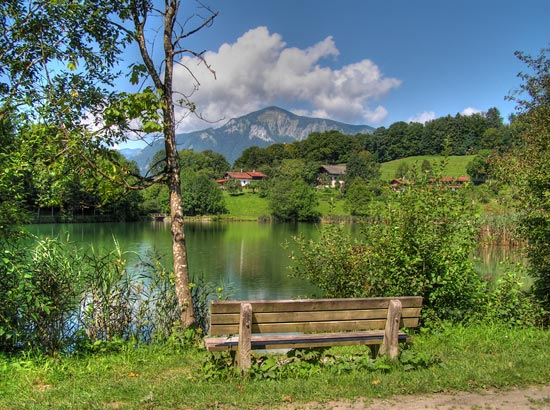
Wössener See, im Hintergrund die Chiemgauer Hochplatte

Der Wössener See liegt im südlichen Chiemgau, einem der beliebtesten Erholungsgebiete Bayerns. Der landschaftliche Reiz entsteht zum einen durch die unmittelbare Nähe der Chiemgauer Berge: (Hochfelln, Hochgern, Hochplatte, Geigelstein und Kampenwand) und zum anderen durch weitere, in der Nähe befindlichen Seen: Chiemsee (16 km), Simssee (19 km), Weitsee (18 km), Walchsee in Tirol (22 km).
Ortsteile von Unterwössen, die am Wössener See liegen:
- Rexau
- Hacklau
- Neuschmied
- Kruchenhausen

Wanderwege vom und zum Wössener See:
- Höhenweg nach Marquartstein und nach Brem - Oberwössen
- Eglsee (Naturdenkmal), Ruine Rettenburg, rund um Kruchenhausen
- Bergwege zum Hochgern, Jochberg, Grundbach und Rechenberg